# Гувішка
Гувішка — правитель Кушанського царства.

## Правління
За часів правління Хувішки розвивались буддизм та індуїзм. До того періоду належить статуя Амітабги у місті Матхура. Він відновив родинне святилище кушанських царів у Сурх-Коталі й у селищі Мат після його руйнування попереднім царем Васішкою.
У 159 та 161 роках відрядив до Китаю два посольства морським шляхом через Південну Індію, де, імовірно, була зона його основних інтересів.
У 14 рік свого правління був на короткий час повалений (на трон висували Канішку II), але зумів утримати царство.